# Nazionale maschile di calcio a 5 del Messico
La nazionale di calcio a 5 del Messico è, in senso generale, una qualsiasi delle selezioni nazionali di Calcio a 5 della Federazione calcistica del Messico che rappresentano il Messico nelle varie competizioni ufficiali o amichevoli riservate a squadre nazionali.
Il Messico rimase assente dalle competizioni di primo piano della FIFUSA degli anni 1980, la selezione centramericana ha trovato difficoltà anche nelle successive occasioni, in concomitanza con i campionati continentali: sebbene sia giunta una volta terza e due volte quarta, non ha staccato il biglietto per nessuna delle fasi finali della rassegna iridata. Nel 1996 è stato sconfitto in semifinale da Cuba per 2-1, vincendo poi la finalina con il Guatemala. Quattro anni dopo è stata la Costa Rica ad impedire al Messico l'accesso alla finale con il punteggio di 3-1, il Messico è stato poi battuto anche nella finale di consolazione dagli Stati Uniti. Nel 2004 è ancora Cuba a sconfiggere il Messico per 5-4 relegando i tricolores alla terza finalina persa per mano della Costa Rica.
Nel 2008 il Messico è una delle formazioni qualificate di diritto al tabellone principale dei campionati CONCACAF. Nonostante l'innalzamento da due a tre posti per il mondiale, la squadra messicana ha fallito l'obiettivo della qualificazione rimanendo esclusa al primo turno: pur senza sconfitte (una vittoria e due pareggi) ha avuto peggiore differenza reti nei confronti di Cuba e guatemala, poi finaliste.

## Palmarès

### Campionati mondiali
Il Messico non è mai giunto ad una fase finale dei campionati del Mondo, pur avendo partecipato alle ultime tre tornate di qualificazione.

### Campionati CONCACAF
In tre partecipazioni, il Messico è giunto terzo nel 1996, poi ha raccolto due quarti posti, sconfitto rispettivamente nel 2000 dagli Stati Uniti e nel 2004 dalla Costa Rica.

## Risultati nelle competizioni internazionali

### Mondiali FIFUSA
- 1982 - non presente
- 1985 - non presente
- 1988 - non presente

### FIFA Futsal World Championship
- 1989 - non presente
- 1992 - non qualificata
- 1996 - non qualificata
- 2000 - non qualificata
- 2004 - non qualificata
- 2008 - non qualificata
- 2012 - Primo turno

### CONCACAF Futsal Tournament
- 1996 - Terzo posto (il Guatemala 3-1)
- 2000 - Quarto posto (battuta dagli Stati Uniti 5-1)
- 2004 - Quarto posto (battuta dalla Costa Rica per 12-5)
- 2008 - Primo turno
- 2012 - Quarto posto

## Rosa
Allenatore:  Ramon Raya
| N. | Pos. | Giocatore       | Data nascita (età)          | Pres. | Reti | Squadra                                                     |
| -- | ---- | --------------- | --------------------------- | ----- | ---- | ----------------------------------------------------------- |
| 1  | P    | Alonso Saavedra | 8 novembre 1980 (31 anni)   |       |      | Nessun club affiliato                                       |
| 2  | I    | Angel Rodriguez | 21 febbraio 1985 (27 anni)  |       |      | Nessun club affiliato                                       |
| 3  | D    | Benjamin Mosco  | 2 settembre 1985 (27 anni)  |       |      | Nessun club affiliato                                       |
| 4  | D    | Francisco Cati  | 18 dicembre 1981 (30 anni)  |       |      | Nessun club affiliato                                       |
| 5  | D    | Adrian Gonzalez | 21 marzo 1986 (26 anni)     |       |      | Nessun club affiliato                                       |
| 6  | I    | Miguel Limon    | 6 agosto 1985 (27 anni)     |       |      | Nessun club affiliato                                       |
| 7  | I    | Jorge Rodríguez | 4 maggio 1983 (29 anni)     |       |      | Nessun club affiliato                                       |
| 8  | I    | Victor Quiroz   | 8 settembre 1976 (36 anni)  |       |      | Wichita Wings                                               |
| 9  | PV   | Carlos Ramírez  | 6 novembre 1976 (35 anni)   |       |      | Nessun club affiliato                                       |
| 10 | I    | Gustavo Rosales | 26 febbraio 1981 (31 anni)  |       |      | Nessun club affiliato                                       |
| 11 | I    | Morgan Plata    | 11 dicembre 1981 (30 anni)  |       |      | Nessun club affiliato                                       |
| 12 | P    | Miguel Estrada  | 11 luglio 1983 (29 anni)    |       |      | Nessun club affiliato                                       |
| 13 | I    | Jorge Quiroz    | 29 settembre 1981 (31 anni) |       |      | Nessun club affiliato                                       |
| 14 | PV   | Omar Cervantes  | 27 settembre 1985 (27 anni) |       |      | Nessun club affiliato - Sito ufficiale, su femexfut.org.mx. |